# Cerylon ferrugineum
Cerylon ferrugineum là một loài bọ cánh cứng trong họ Cerylonidae. Loài này được Stephens miêu tả khoa học năm 1830.

## Hình ảnh

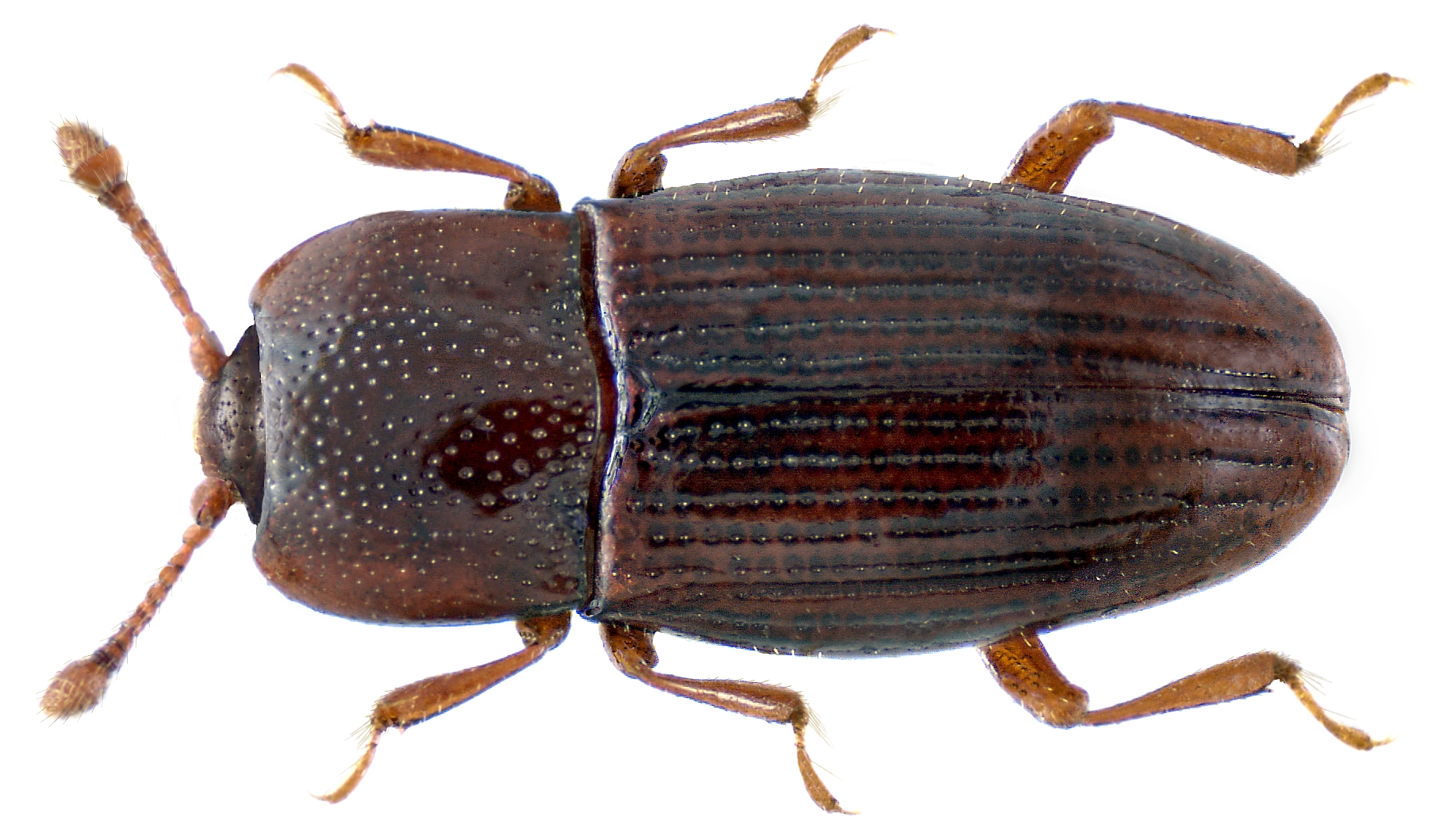
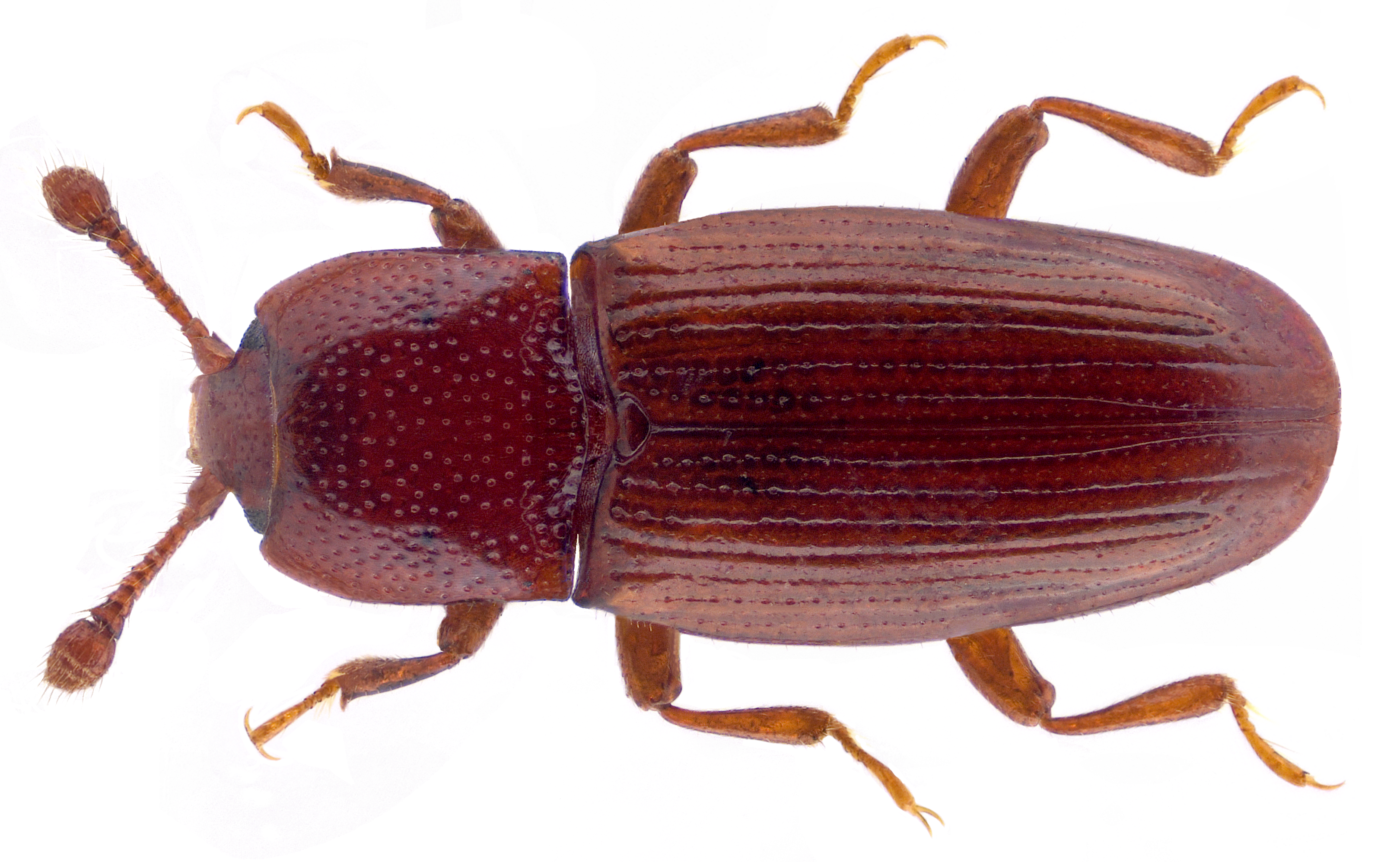
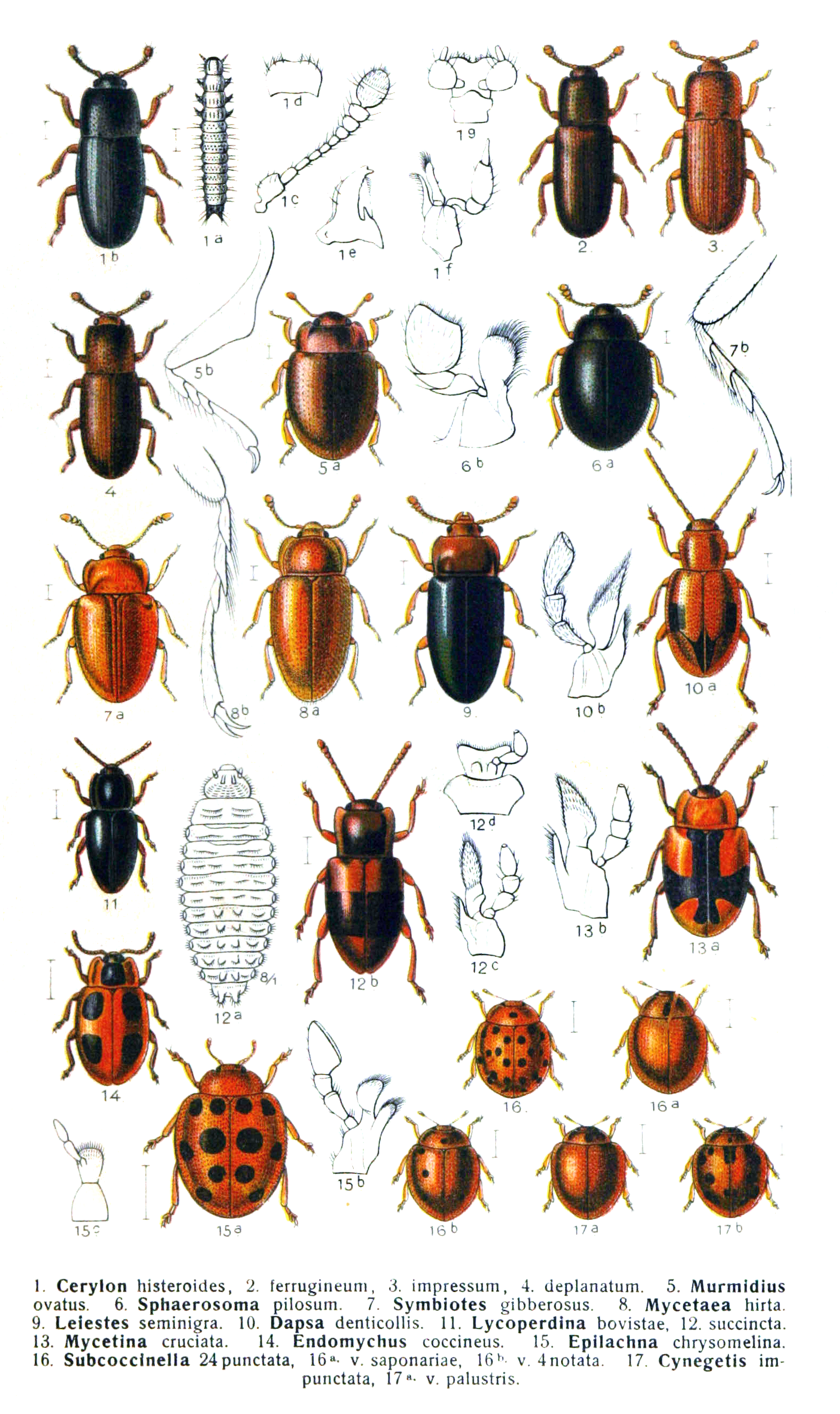